# Palmas del Mar Beach Resort

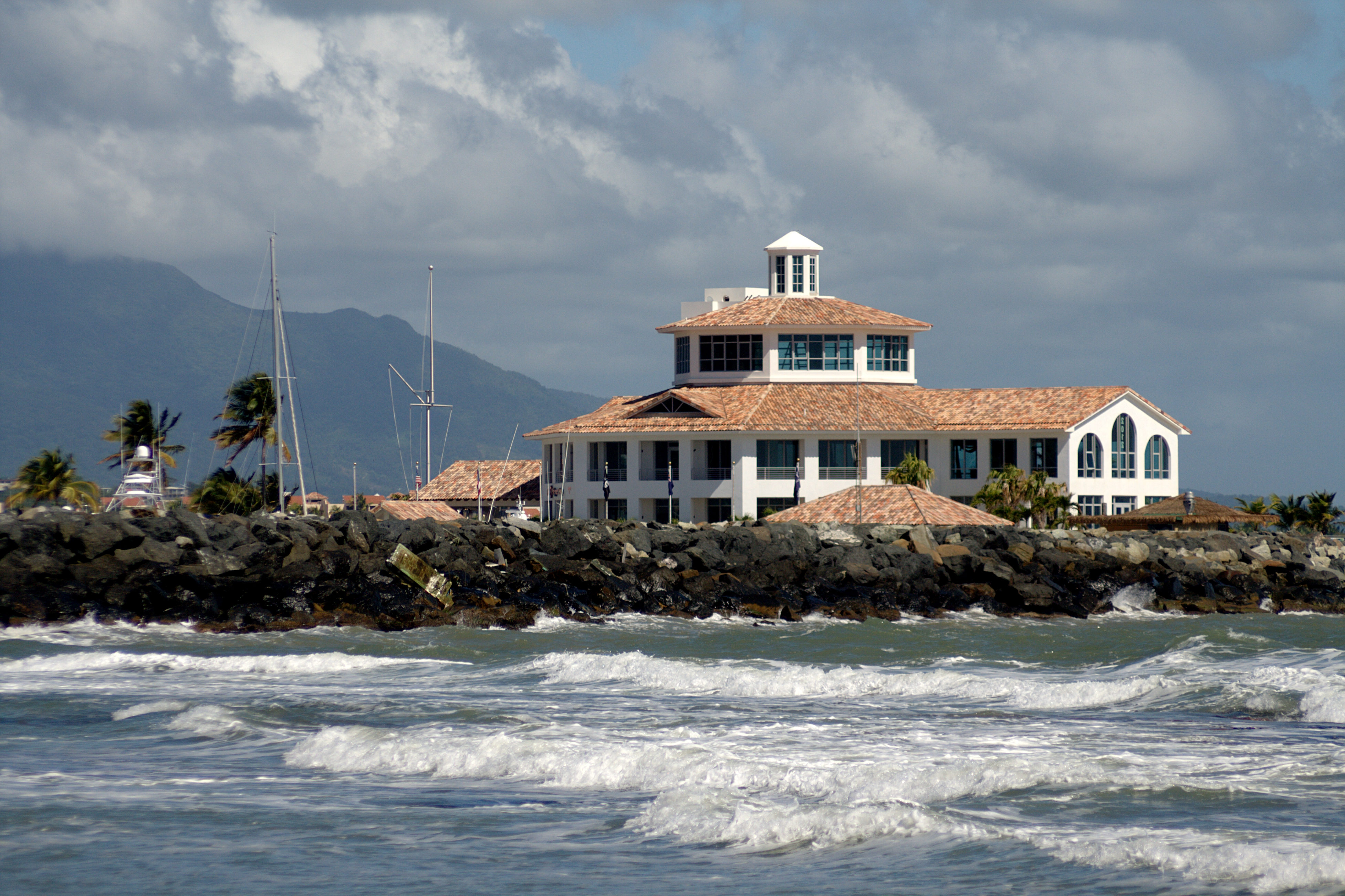
Vista del balneario Palmas del Mar en Humacao, Puerto Rico.

Palmas del Mar es un complejo turístico localizado en la costa de Humacao, Puerto Rico.
Palmas del Mar es la comunidad planificada más grande del Caribe. 
Este lugar cuenta con su propia escuela privada, la cual es una de las escuelas privadas más competitivas en la isla. Fue fundada en el 1992 por un grupo de padres y educadores. 
La iluminación de las áreas comunes de Palmas del Mar es proporcionada por postes que se nutren de la luz solar y el agua utilizada para regar sus extensos jardines es reciclada.
- Datos: Q6059041